# Okruglica, Svrljig
Okruglica (izvirno srbsko Округлица) je naselje v Srbiji, ki upravno spada pod Občino Svrljig; slednja pa je del Niškega upravnega okraja.

## Demografija
V naselju živi 214 polnoletnih prebivalcev, pri čemer je njihova povprečna starost 58,8 let (57,6 pri moških in 60,0 pri ženskah). Naselje ima 121 gospodinjstev, pri čemer je povprečno število članov na gospodinjstvo 1,86.
To naselje je, glede na rezultate popisa iz leta 2002, večinoma srbsko, a v času zadnjih treh popisov je opazno zmanjšanje števila prebivalcev.
|  |

| Demografija | Demografija     | Demografija     |
| Leto        | Št. prebivalcev | Št. prebivalcev |
| ----------- | --------------- | --------------- |
|             |                 |                 |
|             |                 |                 |
|             |                 |                 |
|             |                 |                 |
| 1948        | 772             |                 |
| 1953        | 743             |                 |
| 1961        | 660             |                 |
| 1971        | 540             |                 |
| 1981        | 445             |                 |
| 1991        | 301             | 299             |
| 2002        | 225             | 226             |
|             |                 |                 |

| Etnična sestava po popisu iz leta 2002 | Etnična sestava po popisu iz leta 2002 | Etnična sestava po popisu iz leta 2002 | Etnična sestava po popisu iz leta 2002 | Etnična sestava po popisu iz leta 2002 |
| -------------------------------------- | -------------------------------------- | -------------------------------------- | -------------------------------------- | -------------------------------------- |
| Srbi                                   | Srbi                                   |                                        | 218                                    | 96,46%                                 |
| Romi                                   | Romi                                   |                                        | 1                                      | 0,44%                                  |
| Nemci                                  | Nemci                                  |                                        | 1                                      | 0,44%                                  |
| Neznano                                | Neznano                                |                                        | 5                                      | 2,21%                                  |